# Louise O'Konor
Louise Maria Margareta O'Konor, född den 2 maj 1931, död den 10 oktober 2014, var en svensk konstkritiker och filmvetare.
Louise O'Konor började sin bana som museitjänsteman. Hon disputerade 1971 med en internationellt uppmärksammad doktorsavhandling om Viking Eggeling. Louise O'Konor var docent och universitetslektor vid Stockholms universitet 1971–1996.